# Fußball-Landesliga Mittelrhein 1954/55
Die Fußball-Landesliga Mittelrhein 1954/55 war die fünfte Spielzeit der höchsten Fußball-Amateurklasse im Gebiet des Fußball-Verbandes Mittelrhein unter der Bezeichnung Landesliga. Die Landesliga Mittelrhein war unterhalb der 2. Liga West auf der dritten Ebene des damaligen deutschen Ligafußballs angesiedelt und wurde in zwei Staffeln ausgetragen. Mittelrhein-Meister 1955 wurde der SV Bergisch Gladbach 09.

## Abschlusstabellen
Staffel 1
| Pl. | Verein                  | Sp. | Tore   | Punkte |
| --- | ----------------------- | --- | ------ | ------ |
| 01. | SV Bergisch Gladbach 09 | 30  | 78:031 | 46:14  |
| 02. | TuRa Bonn               | 30  | 86:047 | 42:18  |
| 03. | VfL Köln 1899           | 30  | 75:044 | 40:20  |
| 04. | SC Rapid Köln           | 30  | 82:051 | 38:22  |
| 05. | SC Fortuna Köln         | 30  | 62:053 | 34:26  |
| 06. | Godesberg 08            | 30  | 65:043 | 32:28  |
| 07. | SSV Troisdorf 05        | 30  | 76:060 | 32:28  |
| 08. | Siegburger SV 04        | 30  | 54:073 | 29:31  |
| 09. | TuRa Hennef             | 30  | 52:065 | 28:32  |
| 10. | TuS Derschlag           | 30  | 83:087 | 27:33  |
| 11. | SC West Köln (N)        | 30  | 46:054 | 27:33  |
| 12. | SC Schwarz-Weiß Köln    | 30  | 59:068 | 27:33  |
| 13. | Borussia Kalk (N)       | 30  | 52:061 | 26:34  |
| 14. | Euskirchener SC         | 30  | 36:073 | 21:39  |
| 15. | SC Blau-Weiß 06 Köln    | 30  | 44:075 | 18:42  |
| 16. | SV 09 Eitorf (N)        | 30  | 50:117 | 13:47  |

Staffel 2
| Pl. | Verein                  | Sp. | Tore   | Punkte |
| --- | ----------------------- | --- | ------ | ------ |
| 01. | Stolberger SV           | 28  | 94:046 | 45:11  |
| 02. | Eschweiler SG           | 28  | 86:049 | 37:19  |
| 03. | SV Baesweiler 09        | 28  | 74:037 | 36:20  |
| 04. | SVS Merkstein           | 28  | 82:052 | 36:20  |
| 05. | SuS Herzogenrath        | 28  | 94:047 | 34:22  |
| 06. | VfR Übach-Palenberg     | 28  | 80:052 | 33:23  |
| 07. | SpVgg Hürth-Hermülheim  | 28  | 67:066 | 31:25  |
| 08. | Kohlscheider BC         | 30  | 75:062 | 29:27  |
| 09. | SpVg Frechen 20         | 30  | 59:060 | 29:27  |
| 10. | BC Efferen              | 30  | 42:059 | 26:30  |
| 11. | Alemannia Lendersdorf   | 30  | 57:068 | 23:33  |
| 12. | FV Haaren (N)           | 28  | 49:085 | 21:35  |
| 13. | VfB 08 Aachen           | 28  | 43:087 | 17:39  |
| 14. | Rot-Weiß Berrendorf (N) | 28  | 58:092 | 16:40  |
| 15. | Germania Kirchberg (N)  | 28  | 51:141 | 07:49  |

| (N) | Aufsteiger aus der Bezirksklasse 1953/54 |

## Meisterschaft und Deutsche Amateurmeisterschaft
Die beiden Staffelsieger ermittelten in Hin- und Rückspiel den Mittelrhein-Meister:
|                         | Ergebnis |                         |
| ----------------------- | -------- | ----------------------- |
| SV Bergisch Gladbach 09 | 5:1      | Stolberger SV           |
| Stolberger SV           | 2:2      | SV Bergisch Gladbach 09 |
| SV Bergisch Gladbach 09 | 7:3      | Stolberger SV           |

Der Mittelrhein-Meister SV Bergisch Gladbach 09 nahm an der Deutschen Amateurmeisterschaft 1955 teil und schied dort in der Vorrunde aus. Sowohl der SV Bergisch Gladbach als auch der Vizemeister Stolberger SV verzichteten auf eine Teilnahme an der Aufstiegsrunde zur 2. Liga West.